# Himno a León
El Himno a León es el himno oficial de la ciudad de León (España). Fue compuesto por el músico Odón Alonso González, con letra de José Pinto Maestro, director del Orfeón Leonés. Se estrenó en 1934 con motivo del V Centenario de la gesta del Paso Honroso de Suero de Quiñones, y en 1978 se adoptó como himno oficial de la ciudad.

## Historia
Los primeros compases del himno a León podrían estar inspirados en la composición Le chanson de l'oignon, una famosa marcha militar de la revolución francesa. El himno que continúa siendo usado en la actualidad contiene sin embargo algunos errores de tipo histórico. Destaca el verso que nombra la región leonesa como lugar de nacimiento de la lengua castellana, lo que por otro lado parece a todos luces equívoco. La confusión histórica viene explicada por la tradicional y antigua adscripción del documento de la Nodicia de Kesos al dominio castellano cuando en realidad se trata de un testimonio primitivo de romance más próximo a leonés, la lengua patrimonial de la región.Este documento fue encontrado en el municipio de Chozas de abajo. Por otro lado está la referencia a la batalla de Covadonga, cuyo devenir dio fruto al reino de Asturias y no al de León, si bien es cierto que el Reino de León se originó con el traslado de la capital asturiana y nació como continuador del reino asturiano. A pesar de tales inexactitudes las primeras estrofas del himno siguen gozando de gran popularidad y son empleadas en todo tipo de actos a lo largo de toda la provincia leonesa.

## Letra
| Español |
| --- |
| Sin León no hubiera España, antes que en Castilla leyes, concilios, fueros y reyes, dieron prestigio a León. La fama cantó su hazaña con clarines de victoria: ¡León escribió la historia de Covadonga a Colón! Con su sangre a torrentes vertida dio a la Patria preciado blasón y en sus labios cobró vida el hermoso lenguaje español. ¡Viva León! Tierra hidalga, tierra mía: estrofas del romancero, desde Guzmán a don Suero, va tremolando el honor. ¡Viva León! Con su sangre a torrentes vertida dio a la Patria preciado blasón y en sus labios cobró vida el hermoso lenguaje español. ¡Viva León! De piedra una plegaria la catedral semeja, sobria y gentil refleja el alma de León. De historia milenaria, de santidad osario, del arte relicario y de la fe expresión. Tierra hidalga, tierra mía: estrofas del romancero, desde Guzmán a don Suero, va tremolando el honor. ¡Es León! Con su sangre a torrentes vertida dio a la Patria preciado blasón y en sus labios cobró vida el hermoso lenguaje español. ¡Viva León! Gloria a ti, pueblo sin par; a mi labio el corazón se asoma para gritar: ¡Viva León! ¡Viva León! |